# Дойбен
Дойбен (нем. Deuben) — посёлок в Германии, в земле Саксония-Анхальт, входит в район Бургенланд в составе городского округа Тойхерн.
Население составляет 983 человек (на 31 марта 2013 года). Занимает площадь 8,79 км².

## История
Первое упоминание о поселении относится к 1017 году.
До 2011 года Дойбен образовывал собственную коммуну, куда также входили населённые пункты:
- Наундорф (нем. Naundorf, 51°06′46″ с. ш. 12°05′22″ в. д.HGЯO),
- Вильдшюц (нем. Wildschütz, 51°07′21″ с. ш. 12°04′29″ в. д.HGЯO),
- Нёдлиц (нем. Nödlitz, 51°07′44″ с. ш. 12°05′00″ в. д.HGЯO).

1 января 2011 года, после проведённых реформ, Дойбен вошёл в состав городского округа Тойхерн в качестве района. В этот район также вошли Наундорф, Вильдшюц и Нёдлиц.

## Галерея

Дойбен на карте городского округа
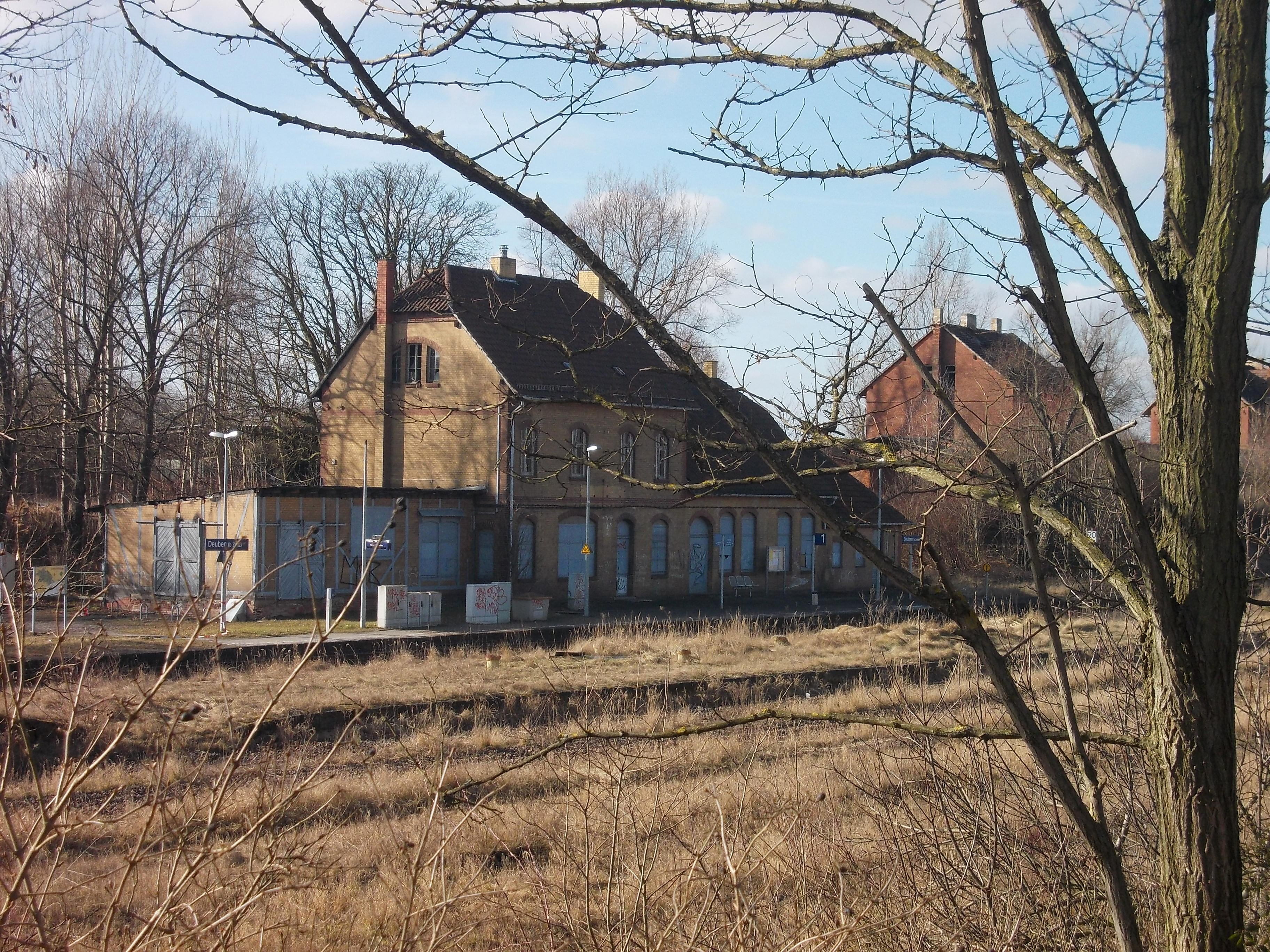
Ж/д станция Дойбена
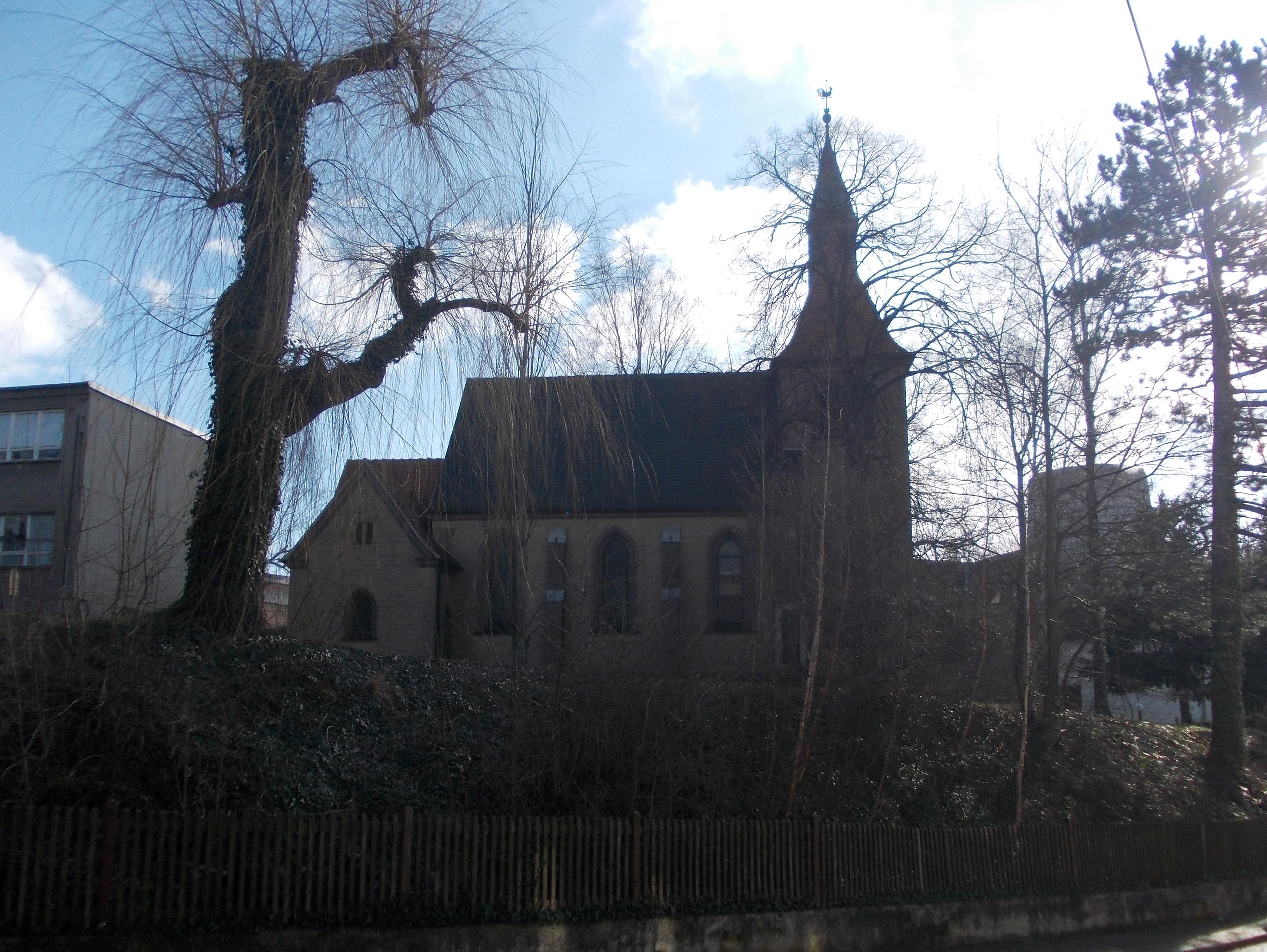
Церковь Дойбена
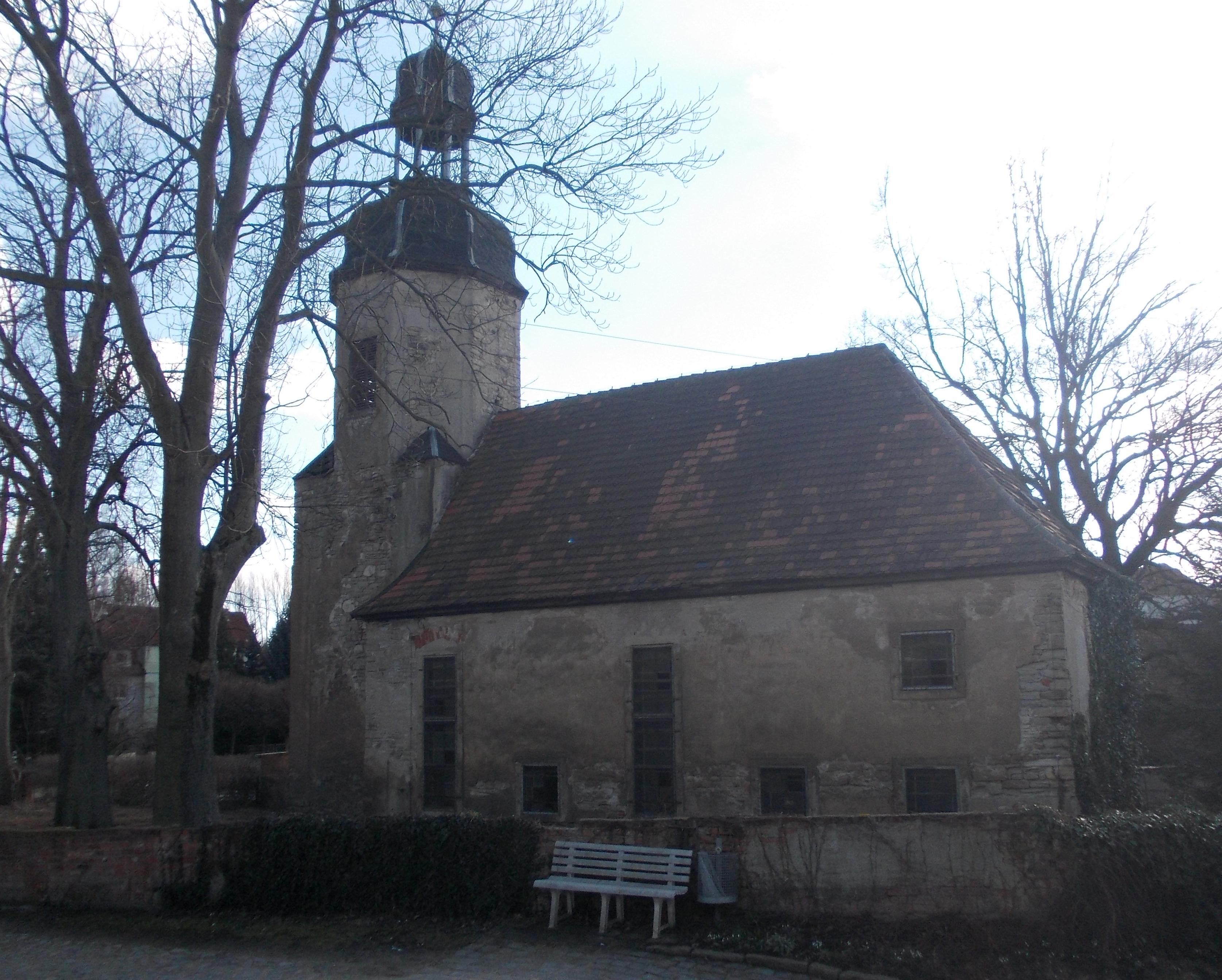
Церковь Наундорфа